# Пожар, момичето ми
„Пожар, момичето ми“ (на чешки: Hoří, má panenko) е чехословашко-италиански комедиен филм от 1967 година на режисьора Милош Форман.
Сценарият е на Форман в съавторство с Иван Пасек и Ярослав Папоушек и описва събитията около годишния бал на доброволния противопожарен отряд в малък град, който след поредица неуредици завършва катастрофално. Повечето роли от филма се изпълняват от непрофесионалисти, но в него участват и известни актьори, като Ян Востърчил и Йозеф Шебанек.
Филмът е интерпретиран като сатира на обществения живот в комунистическите страни и е забранен след окупирането на Чехословакия от Варшавския договор през 1968 година. Това е последният филм на Милош Форман преди да емигрира в Съединените щати.

## Сюжет
Внимание:  Текстът по-долу разкрива сюжета на произведението (или части от него)!
Пожарната команда в малък провинциален град на територията на социалистическа Чехословакия устройва бал. Този бал е посветен на бившия ръководител на пожарната команда – старец, който навършва 86 години. Другарите му искат да му подарят красива бронзова брадвичка. На празника е планирано да се проведе и конкурс по красота и да се разиграе лотария.
Но всички добри помисли отиват нахалост – наградите са откраднати, а момичетата не искат да участват в конкурса за красота. За капак на всичко се случва и пожар, а пожарникарите въобще и не помислят за спасяване на жертвата на пожара, защото са заети с изключително важен въпрос – техния бал. Като компенсация те искат да дадат на бедния гражданин, пострадал от огъня, всички награди от лотарията, но те са откраднати. И юбилярът също не получава своята брадва – и тя е открадната.

## В ролите
| Изпълнител         | Роля                    |
| ------------------ | ----------------------- |
| Ян Востърчил       | Ръководител на комитета |
| Йозеф Шебанек      | Член на Комитета № 2    |
| Йозеф Валноха      | Член на Комисията       |
| Франтишек Дебелка  | Член на Комитета № 1    |
| Йозеф Колб         | Йозеф                   |
| Ян Щьокл           | Главен секретар         |
| Вратислав Чермак   | Член на Комисията       |
| Йозеф Рехорек      | Член на Комитета № 4    |
| Вацлав Новотни     | Член на Комисията       |
| Франтишек Рейнщейн | Член на Комисията       |
| Франтишек Паска    | Член на Комисията       |
| Станислав Холубец  | Карел                   |
| Йозеф Куталек      | Лудва                   |

## Интересни факти
- Почти всички участници във филма не са професионални актьори, а истински пожарникари.
- Създаването на филма става непосредствената причина за емигрирането на Форман.
- Малко преди емигрирането си в САЩ Форман е принуден да поднесе официални извинения на чехословашките пожарникари, много от които се чувстват оскърбени от начина, по който са представени във филма.[2]
- Това е първият филм на Форман, заснет на цветна лента.
- В някои страни за заглавие се използва име, което би се превело като „Балът на пожарникарите“ (Бал пожарных на руски, The Firemen's Ball на английски). На български заглавието е „Пожар, момичето ми“. [3]